# Kuyucakpınar, Boyabat
Kuyucakpınar là một xã thuộc huyện Boyabat, tỉnh Sinop, Thổ Nhĩ Kỳ. Dân số thời điểm năm 2011 là 179 người.